# Молла Гюсрев (квартал)
„Молла Гюсрев“ (на турски: Molla Hüsrev) е квартал на Истанбул, разположен в градска околия Фатих. Общата му площ е 0,089 км2. Според данни на Адресната система за регистриране на населението (ABPRS) към 2024 г. населението на „Молла Гюсрев“ е 937 жители.